# Psilolaemus revolutus

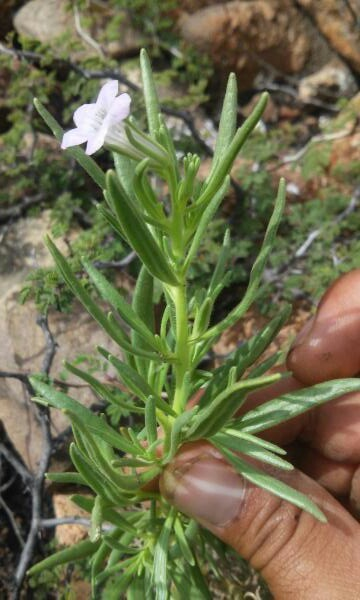
Ejemplar de Lithospermum revolutum en flor.

Psilolemus es un género monotípico de plantas con flores perteneciente a la familia Boraginaceae. Su única especie: Psilolaemus revolutus, es una planta aromática originaria de México.

## Taxonomía
Psilolaemus revolutus fue descrito por (B.L.Rob.) I.M.Johnst. y publicado en Journal of the Arnold Arboretum 35(1): 34. 1954.
Sinonimia
- Lithospermum revolutum B.L. Rob. basónimo
- Onosmodium revolutum (B.L. Rob.) J.F. Macbr.